# Allophyes oxyacanthae
Espèce
Allophyes oxyacanthae, la Noctuelle de l'aubépine, est une espèce de lépidoptères de la famille des Noctuidae, du genre Allophyes regroupant des papillons nocturnes.

## Distribution
Cette espèce est endémique de l'Europe, de la France (sa limite occidentale) jusqu'à la Russie.

## Biologie
L'imago d'une envergure de 35 à 45 mm, vole de septembre à novembre suivant les régions en une génération.
Les œufs sont pondus en automne isolément ou en petites quantités sur les troncs et branches des plantes nourricières. Ils écloront au printemps.
Les chenilles nocturnes se nourrissent sur les aubépines, le prunelier, et divers arbres fruitiers, d'avril à juin.
Les cocons résident dans la terre pour permettre l'émergence à partir de septembre.

## Galerie

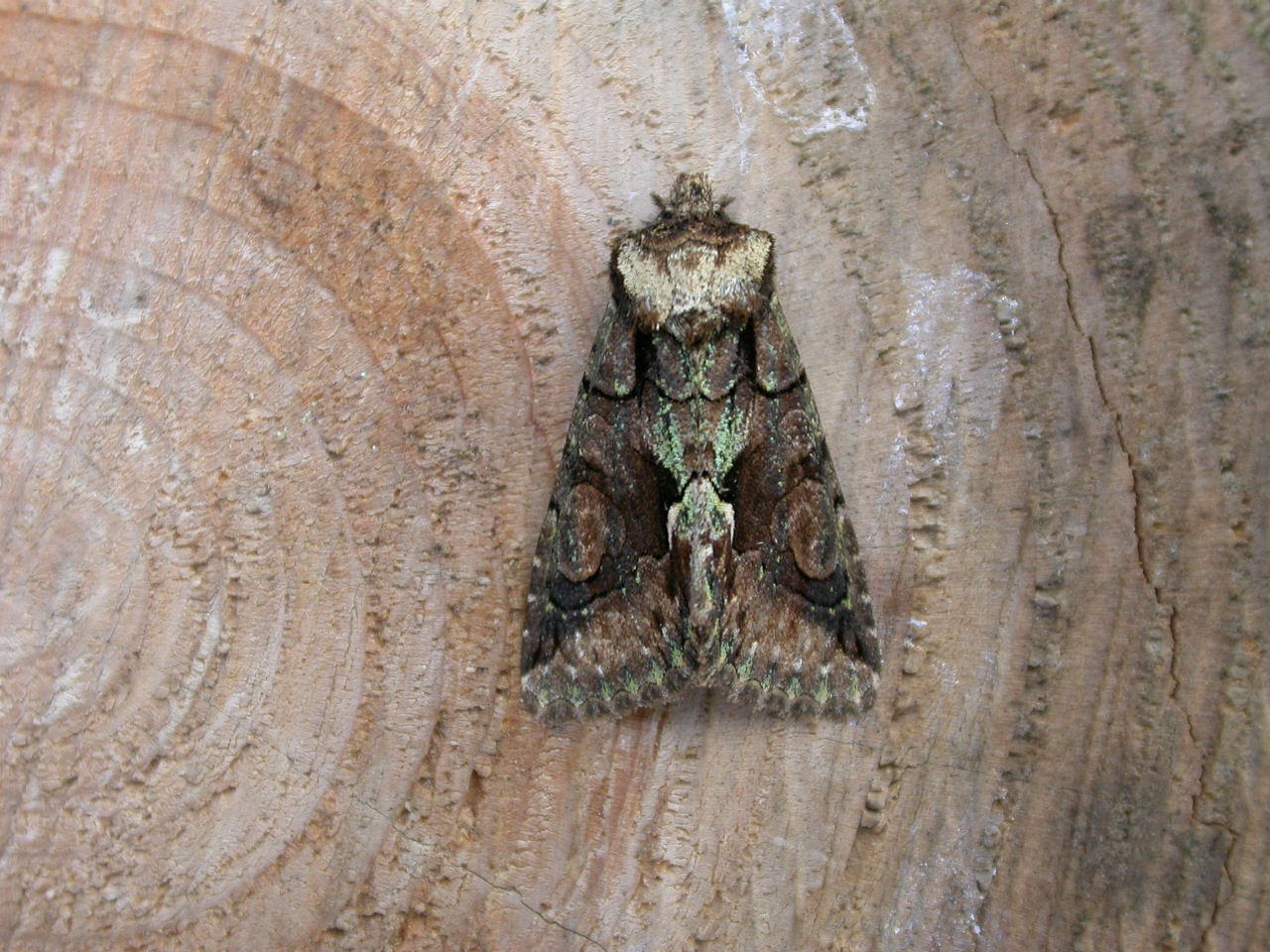